# Phelsuma antanosy
Phelsuma antanosy là một loài thằn lằn trong họ Gekkonidae. Loài này được Raxworthy & Nussbaum miêu tả khoa học đầu tiên năm 1993.